# Pauline (personnage)
 (août 2024).
Si vous disposez d'ouvrages ou d'articles de référence ou si vous connaissez des sites web de qualité traitant du thème abordé ici, merci de compléter l'article en donnant les références utiles à sa vérifiabilité et en les liant à la section « Notes et références ».
Pour les articles homonymes, voir Pauline.
Pauline (ポリーン, Porīn) est une demoiselle en détresse et une héroïne, présente dans plusieurs jeux vidéo des séries Donkey Kong et Mario. Elle est la première petite amie de Mario, précédant ainsi la Princesse Peach. Avec Mario et Donkey Kong, elle est aussi un des tous premiers personnages de jeu signé Nintendo. Pauline était à l'origine nommée Lady (レーディー, Rēdī) au Japon. Le nom « Pauline » fut choisi pour le personnage pendant la distribution du jeu en Amérique du Nord, d'après Polly James, la femme du responsable d'entrepôt de Nintendo of America, Don James.

## Histoire
Tout débute dans Donkey Kong, où Pauline est tenue captive par un gorille du nom de Donkey Kong. Mario fait alors son apparition, sous le nom de Jumpman (dont il faut préciser que son métier de base n'était pas plombier mais charpentier), avec l'objectif de faire l'ascension d'un site en construction, en évitant les tonneaux que lui jette le grand singe, afin de parvenir à sauver la demoiselle en détresse. Sur le chemin, le joueur peut ramasser plusieurs articles féminins (un chapeau, un sac à main et une ombrelle) que Pauline a lâché en tant que points bonus (ne dépassant jamais 2000 points). Dans le jeu Donkey Kong sur Game Boy, elle a un rôle similaire.
Après 12 années d'absence, Pauline réapparaît dans plusieurs jeux de la série Mario vs. Donkey Kong, où dans la plupart des opus, elle se fera à nouveau capturer par le gorille.
Par la suite, elle est de retour dans Super Mario Odyssey, où elle est devenue la maire de New Donk City, puis ensuite dans le jeu Donkey Kong Bananza, où elle accompagne Donkey Kong sous une apparence plus juvénile.  Depuis, Pauline est de plus en plus récurrente dans les jeux spin-off de la série Mario, où elle est même devenue un personnage jouable, comme dans Mario Tennis Aces, Mario Golf: Super Rush, Mario Strikers: Battle League Football, Mario Kart Tour, Mario Kart 8 Deluxe, Super Mario Party Jamboree et Mario Kart World.

## Caméos
Pauline est également apparue dans un niveau caché dans le jeu Pinball sorti en 1984 sur borne d'arcade. Mario apparaît également dans ce niveau. Elle apparaît aussi en tant que maire de New York dans Super Mario Bros. le film.